# Národní centrum alpského lyžování
Národní centrum alpského lyžování (čínsky pchin-jinem Guójiā gāoshān huáxuě zhōngxīn, znaky tradiční 国家高山滑雪中心) je čínské lyžařské středisko v obvodu Jen-čching, který je jedním z okresů Pekingu. Otevřeno bylo v roce 2019 pro konání soutěží v alpském lyžování Zimních olympijských her 2022.

## Charakteristika
Středisko se nachází ve výšce 1 200 m n. m. v zalesněné oblasti na úpatí hory Siao-chaj-tchuo, asi 90 km od centra Pekingu. Areál vznikl na území, které bylo do té doby součástí národní přírodní rezervace Sung-šan. Její ohraničení se po zisku olympijského pořadatelství v roce 2015 změnilo, aby se středisko ocitlo mimo její území. Podle BBC představoval průměrný roční příděl sněhu v této oblasti pouze 21 cm, což znamenalo nutnost téměř výlučného umělého zasněžování tratí, s velkou spotřebou energie a dodávky 1,2 milionu m3 vody na výrobu sněhu (dle organizátorů představující 3–4 % místních vodních zdrojů, podle ekologů vyšší hodnotu), a to na území s nedostatkem vodních zdrojů. Olympijští organizátoři deklarovali 100% pokrytí energetické spotřeby z větrné a sluneční energie.
Výstavba střediska v lokalitě hory Siao-chaj-tchuo byla zvolena i pro splnění podmínky – minimálního převýšení 800 metrů pro olympijský sjezd, obtížně dosažitelné v okolí Pekingu. Sjezdovka „Rock“ navržená Švýcarem Bernhardem Russim, s převýšením okolo 900 m a maximálním sklonem 68 %, se stala jednou z nejstrmějších na světě. Celková délka sjezdovek při otevření areálu činila cca 10 km, z toho sedm z nich bylo soutěžních. Plánovaný předolympijský test v rámci Světového poháru 2019/2020 byl pro koronavirovou pandemii přeložen do rakouského Saalbachu-Hinterglemmu.
V téže lokalitě u hory Siao-chaj-tchuo bylo postaveno také Národní ledové koryto pro závody bobistů, skeletonistů a sáňkařů. Poprvé v olympijské historii byla celá dráha koncipovaná jako uzavřená.
Dopravní spojení s Pekingem zajišťuje větev Čchung-li vysokorychlostní tratě mezi Pekingem a Čang-ťia-kchou, zprovozněná v prosinci 2019.